# Protomyctophum parallelum
Protomyctophum parallelum är en fiskart som först beskrevs av Lönnberg, 1905.  Protomyctophum parallelum ingår i släktet Protomyctophum och familjen prickfiskar. Inga underarter finns listade i Catalogue of Life.